# FaceApp

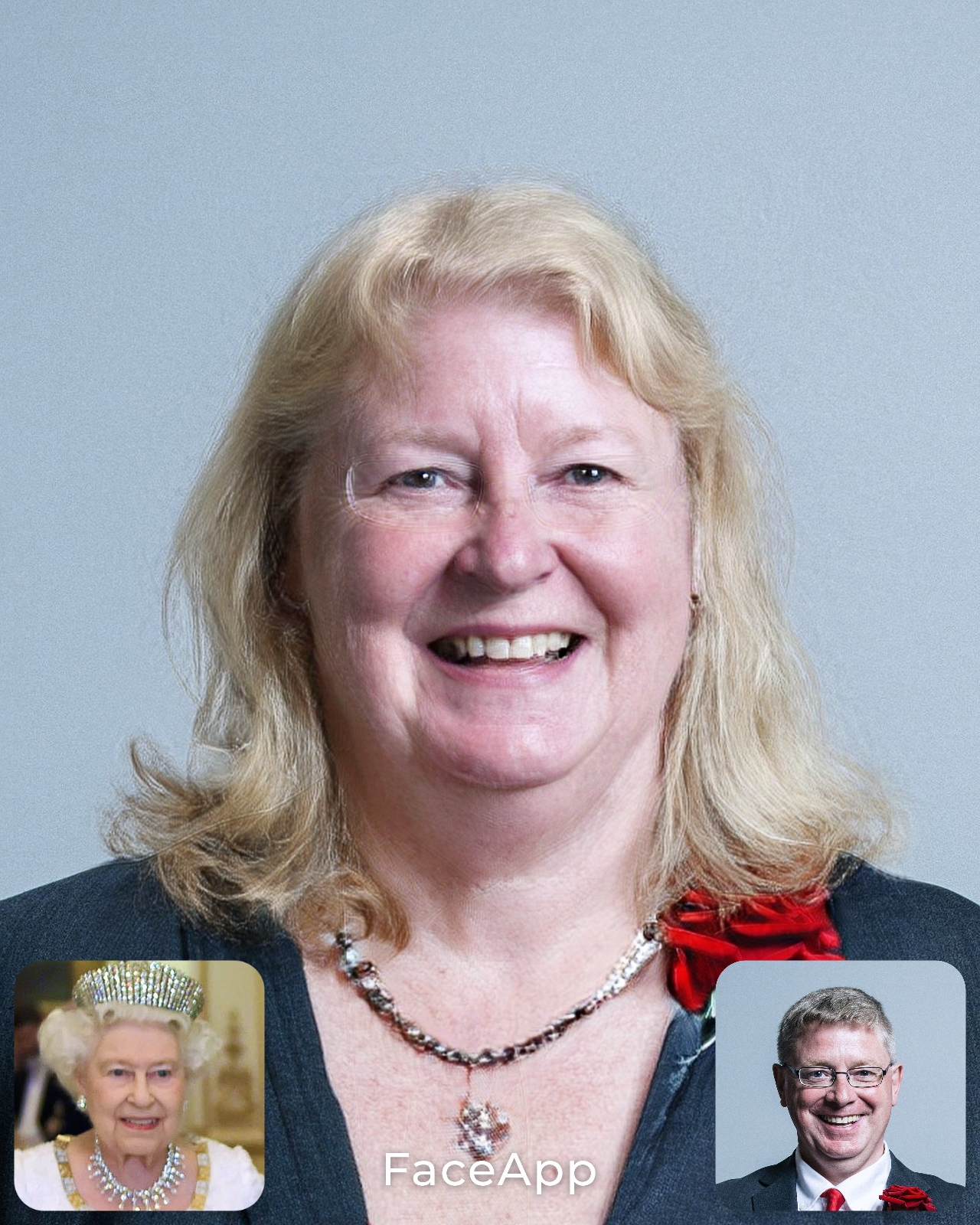
Rainha Elizabeth II e Martin Whitfield MSP fundidos pelo FaceApp.

FaceApp é um aplicativo móvel para iOS e Android desenvolvido pela empresa cipriota FaceApp Technology Limited. O aplicativo usa inteligência artificial para criar transformações altamente realistas de rostos nas fotos. O aplicativo FaceApp pode mudar o rosto de uma pessoa para sorrir, parecer mais jovem, parecer mais velho ou mudar de sexo. 

## Recursos
O FaceApp foi lançado no iOS em janeiro de 2017 e no Android em fevereiro de 2017. Existem várias opções para alterar a foto carregada, como uma tela, maquiagem, sorrisos, cores de cabelo, penteados, óculos, opções de edição, como idade ou barba. Os filtros fazem parte do aplicativo, bem como o desfoque e o fundo das lentes, as sobreposições e as tatuagens. As transformações de mudança de gênero da FaceApp atraíram atenção especial das comunidades LGBT e transgêneros por causa de sua capacidade de imitar realisticamente a aparência de uma pessoa como um gênero oposto .